# Kari Aalvik Grimsbø

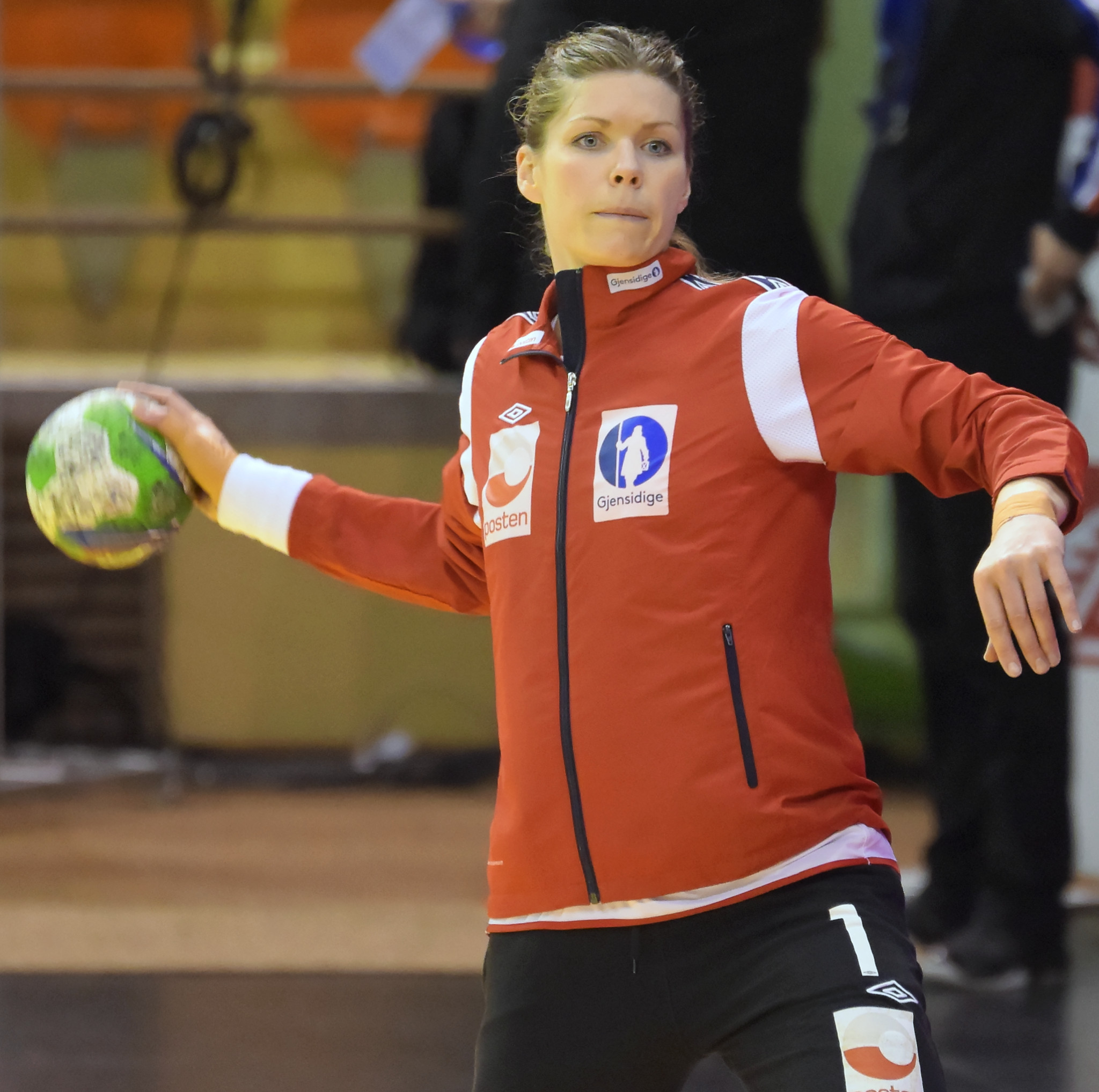
Kari Aalvik Grimsbø, 2015.

Kari Aalvik Grimsbø, född 4 januari 1985 i Bergen, är en norsk tidigare handbollsmålvakt.

## Klubbkarriär
Grimsbø var till 2010 målvakt i Byåsen IL i norska damhandbollsligan. Före detta spelade hon för Orkdal och Skaun. Hon startade sin utlandskarriär 2010 i danska Team Esbjerg. 2015 skrev hon kontrakt med ungerska Győri ETO KC. Med Győr vann hon Champions League tre gånger; 2017, 2018 och 2019.

## Landslagskarriär
Grimsbø spelade i Europamästerskap och världsmästerskap i ungdomslandslagen. Hon spelade sedan sin första landslagskamp mot Portugal den 28 september 2005, och i november 2006 blev hon uttagen till EM i Sverige. Under hennes landslagsår var Norge världens ledande damhandbollsnation. Hennes meriter blev därför stora med fem EM-guld, två OS-guld (2008 och 2012), och två VM-guld (2011 och 2015). Norge fick nöja sig med brons vid OS 2016 i Rio de Janeiro, efter förlust mot Ryssland i semifinalen. Norge besegrade  Nederländerna i bronsmatchen, och Grimsbø blev utsedd till turneringens bäste målvakt.
2018 tackade Grimsbø nej till vidarespel i landslaget, men 2020 kom hon ändå med i landslagstruppen i OS-kvalet mot Montenegro. Men kvalet avlystes på grund av coronapandemin. Den ungerska serien och Champions League ställdes också in. Hon har spelat 173 landskamper i landslaget. 2020 avslutade hon spelarkarriären. Från 2020 har hon varit målvaktstränare i Byåsen hemma i Trondheim.

## Klubbar[3]
- Skaun HK
- Orkdal IL
- Byåsen IL (–2010)
- Team Esbjerg (2010–2015)
- Győri ETO KC (2015–2020)